# Michael Uhrmann
Michael Uhrmann, nemški smučarski skakalec, * 16. september 1978, Wegscheid, Nemčija. 
Kot mladinec je postal ekipni mladinski svetovni prvak v letih 1995, 1996 in 1998, temu pa je še dodal naslov mladinskega svetovnega prvaka leta 1996, potem ko je premagal favoriziranega Primoža Peterko. V svetovnem pokalu pa ni dosegel takih uspehov kot Peterka, saj je osvojil samo dve zmagi, prvo v sezoni 2003/04 v Zakopanih, drugo pa v sezoni 2006/07 v Oberstdorfu. 
Uhrmann je bil član nemške olimpijske ekipe, ki je na igrah v Salt Lake Cityju leta 2002 osvojila zlato medaljo, desetinko pred Finsko. Na svetovnem prvenstvu v Lahtiju leta 2001 je bil pravtako z ekipo srebrn na veliki skakalnici. Štiri leta je dosežek ponovil, v Oberstdorfu je bil srebrn na mali napravi. Na svetovnem prvenstvu v poletih na Kulmu leta 2006 je bil z ekipo bronast.

## Dosežki

### Zmage
Michael Uhrmann ima 2 zmagi za svetovni pokal:
| Sezona  | Država/Prizorišče |
| ------- | ----------------- |
| 2003/04 | Zakopane          |
| 2006/07 | Oberstdorf        |